# Kennington (Nouvelle-Zélande)
Pour les articles homonymes, voir Kennington (homonymie).

Kennington est une localité située dans la région du Southland de l’Île du Sud de la Nouvelle-Zélande.  

## Situation
Elle est située sur le cours de la rivière  Waihopai à la limite est de la cité d’Invercargill. D’autres villages à proximité sont Longbush,  Myross Bush, Rimu, et Woodlands.

## Accès
La State Highway 1/S H 1 passe à travers la ville comme le fait une section de la  ligne principale du sud (en) de la ligne de la ligne principale de l’Île du Sud (en). Les trains de passagers ne fonctionnent plus depuis la fermeture du service du train Southerner (en) le 10 février 2002, bien qu’il y avait un service de train express et quelques trains locaux de passagers, qui s’arrêtaient dans la ville de Kennington, mais qui ont cessé de fonctionner des décennies plus tôt.

## Projet d’Incinérateur
Au début des années 2000, une  proposition de construire un grand incinérateur dans la ville de Kennington généra une controverse et le projet fut finalement  abandonné,qelques résidents craignant, que la pollution issue de l’incinérateur pourrait causer la dégradation de la qualité de l’air de la ville  et de celle de l’eau de pluie.